# Strudel
El strudel («remolino» en alemán) es un tipo de pastel originario del Imperio austrohúngaro y que se asocia frecuentemente con las cocinas alemana, austriaca, checa, eslovaca, húngara,
rumana, italiana y eslovena.
Los más famosos son el apfelstrudel, elaborado con manzanas, y el topfenstrudel, elaborado con queso quark. También se encuentra en Argentina un strudel de carne con uvas pasas, con relleno de empanada de carne y cubierto de azúcar glas. En la Selva Central de Perú, las colonias alemanas como la asentada en Oxapampa preparan un strudel de plátano, una adaptación de su gastronomía tradicional a los ingredientes locales. Como en el sur de Chile es muy famoso este pastel debido a la inmigración alemana.